# Apanthura sandalensis
Apanthura sandalensis là một loài chân đều trong họ Anthuridae. Loài này được Stebbing miêu tả khoa học năm 1900.